# 焼津市立図書館
焼津市立図書館（やいづしりつとしょかん）は、静岡県焼津市の公共図書館の総称。焼津市三ケ名にある焼津市立焼津図書館、焼津市宗高にある焼津市立大井川図書館の2館からなる。2017年度（平成29年度）末の蔵書数は397,862点、2017年度の貸出数は734,790点であり、市民1人あたり貸出数は4.5点だった。

## 各館

### 焼津市立焼津図書館

#### 焼津図書館の歴史
1916年（大正5年）5月に焼津町立尋常小学校の物置を改修し、小学校附属図書館として創立した。1922年（大正11年）4月には焼津町に移管され、町立焼津図書館に改称した。同年6月には公共図書館として静岡県知事の認可を受けている。1950年（昭和25年）には焼津市立図書館条例を制定した。1967年（昭和42年）1月4日には焼津市産業会館の3階に移転開館した。
1985年（昭和60年）6月には焼津市文化センターに現行館が開館した。同センター内には焼津市歴史民俗資料館も同時に開館している。2007年（平成19年）6月には焼津小泉八雲記念館が開館している。
2008年（平成20年）11月には焼津市が大井川町を編入合併して図書館が2館になったため、焼津市立図書館から焼津市立焼津図書館に改称した。2017年度（平成29年度）末時点の焼津図書館の蔵書数は217,021点、2017年度の焼津図書館の貸出数は532,376点。

### 焼津市立大井川図書館

#### 大井川図書館の歴史
1977年（昭和52年）、志太郡大井川町の大井川町立中央公民館2階に図書室が設置された。1992年（平成4年）11月に大井川町立図書館条例、同施行規則、同協議会規則を施行し、11月3日に独立館である公共図書館の大井川町立図書館が開館した。
2008年（昭和20年）11月に大井川町が焼津市に編入合併され、大井川町立図書館から焼津市立大井川図書館に改称した。2017年度（平成29年度）末時点の大井川図書館の蔵書数は138,806点、2017年度の大井川図書館の貸出数は202,414点。

## 公民館図書室
公民館図書室は、市内８つの公民館に設置されている。
焼津公民館図書室
豊田公民館図書室
小川公民館図書室
東益津公民館図書室
大富公民館図書室
和田公民館図書室
港公民館図書室
大村公民館図書室
公民館図書室開室時間：火～日曜日…午前9時～午後5時15分

※焼津公民館図書室のみ：月～日曜日…午前9時～午後5時15分

## 利用案内
- 休館日
  - 月曜日（祝日・振替休日は除く）
  - 年末年始
  - 館内整理日
  - 特別整理期間
- 開館時間
  - 火・水・木・金曜日 9時00分-19時00分
  - 土・日・祝日 9時00分-17時
- 貸出可能者
  - 焼津市在住者
  - 焼津市在勤・在学者
  - 近隣市町在住者
- 貸出規則
  - 図書10冊、雑誌5冊、聴覚資料3点、内を14日間貸し出し可能